# Chauvenet (cràter)
Chauvenet és un cràter d'impacte que es troba al nord-est del prominent cràter Tsiolkovskiy a la cara oculta de la Lluna. A menys d'un diàmetre de Chauvenet, cap al nord-oest, apareix el cràter Ten Bruggencate.

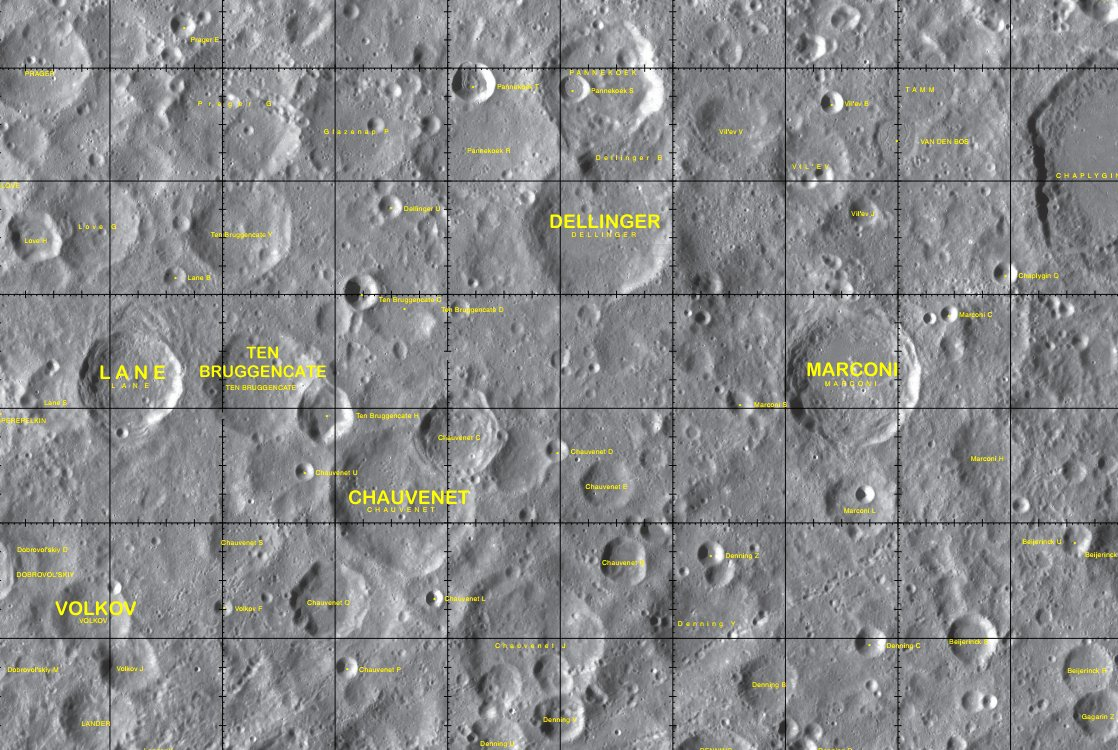
Localització de Chauvenet (centre inferior dreta de la imatge)
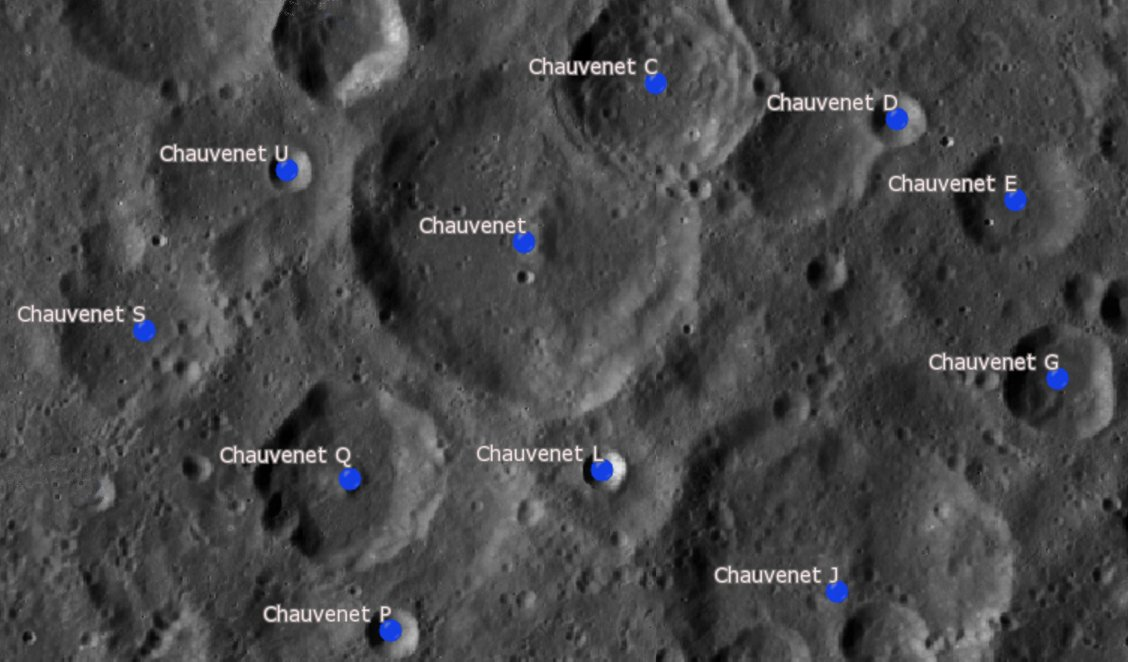
Cràters satèl·lit

La vora d'aquest cràter és més o menys circular, amb el cràter satèl·lit Chauvenet C que cobreix el costat nord-est i envaeix l'interior. Una carena s'estén des del costat occidental d'aquest element fins a assolir el punt mitjà de l'interior de Chauvenet.

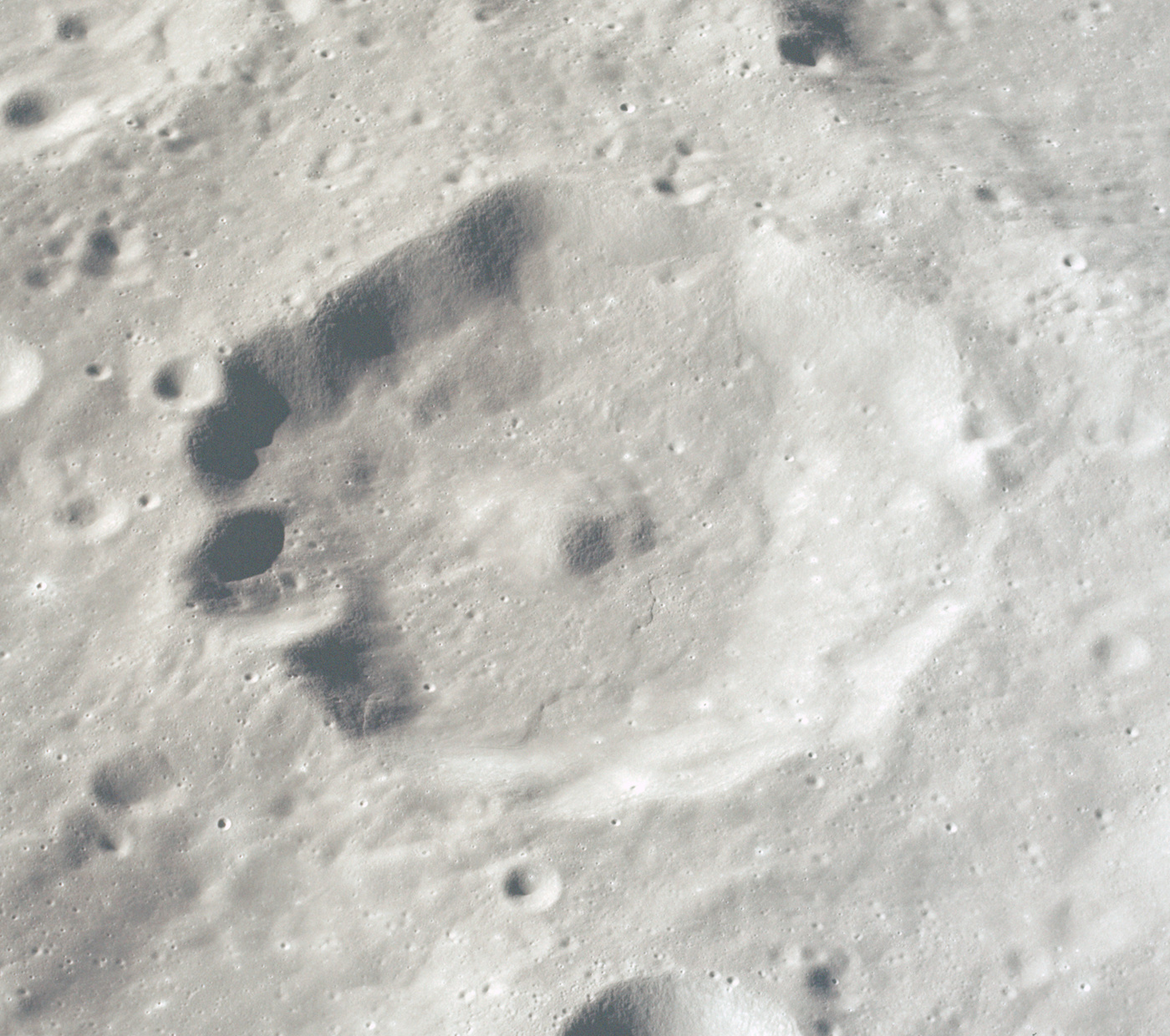
Vista obliqua de Chauvenet Q des de l'Apollo 17
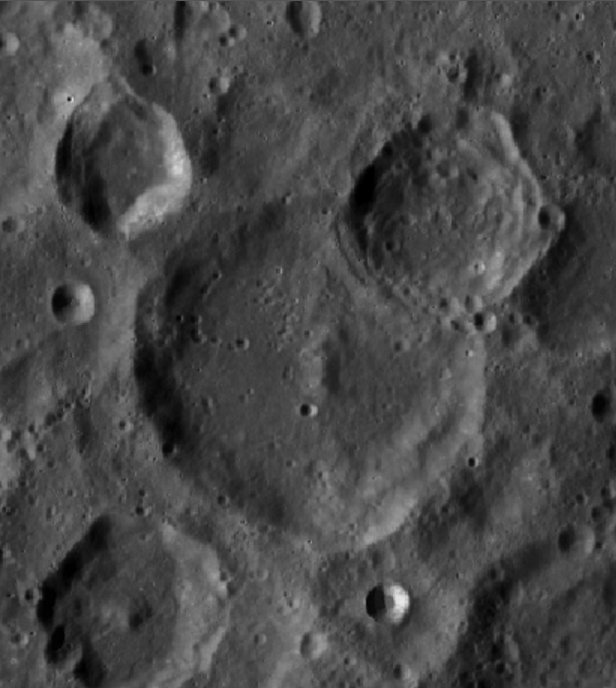
Fotografia de la missió Lunar Reconnaissance Orbiter

La resta de la planta està marcada per un bon nombre de petits cràters. Presenta una acumulació de material desplomat formant una terrassa al llarg de la paret interior del sud-est. La resta de la paret interior és de manera una mica irregular.

## Cràters satèl·lit
Per convenció aquests elements són identificats en els mapes lunars posant la lletra en el costat del punt central del cràter que està més proper a Chauvenet.
| Chauvenet | Coordenades                            | Diàmetre |
| --------- | -------------------------------------- | -------- |
| C         | 10° 24′ S, 138° 00′ E / 10.4°S,138.0°E | 48 km    |
| D         | 10° 36′ S, 139° 42′ E / 10.6°S,139.7°E | 14 km    |
| E         | 11° 24′ S, 140° 42′ E / 11.4°S,140.7°E | 27 km    |
| G         | 12° 42′ S, 141° 00′ E / 12.7°S,141.0°E | 26 km    |
| J         | 13° 54′ S, 139° 18′ E / 13.9°S,139.3°E | 77 km    |
| L         | 13° 18′ S, 137° 30′ E / 13.3°S,137.5°E | 10 km    |
| P         | 14° 30′ S, 135° 48′ E / 14.5°S,135.8°E | 12 km    |
| Q         | 13° 18′ S, 135° 24′ E / 13.3°S,135.4°E | 42 km    |
| S         | 12° 18′ S, 134° 24′ E / 12.3°S,134.4°E | 38 km    |
| U         | 11° 00′ S, 135° 12′ E / 11.0°S,135.2°E | 11 km    |